# رودريغو أوسوريو
رودريغو أوسوريو (بالإسبانية: Rodrigo Osorio)‏ (1 يناير 1968 في السلفادور - 4 أغسطس 2014) هو لاعب كرة قدم سلفادوري في مركز الهجوم.

## وصلات خارجية
- رودريغو أوسوريو على موقع قاعدة بيانات كرة القدم.إي يو (الإنجليزية)